# Максимов, Александр Александрович (архитектор)
Алекса́ндр Алекса́ндрович Макси́мов (15 июля 1876, Санкт-Петербург — 5 января 1936) — русский архитектор, гражданский инженер.

## Биография
Сын архитектора А. П. Максимова и брат ботаника Н. А. Максимова. Окончил Институт гражданских инженеров императора Николая I (1901).
Представитель модерна и неоклассицизма.

## Постройки в Санкт-Петербурге
- Братские бани (Бани братьев Егоровых) (1903), Малый Сампсониевский проспект, 5.
- Доходный дом А. А. Ошевневой (1905), Ропшинская улица, 13.
- Доходный дом Л. И. Малютина (1910), 5-я Советская улица, 20.  памятник архитектуры (вновь выявленный объект)[2].

## Галерея

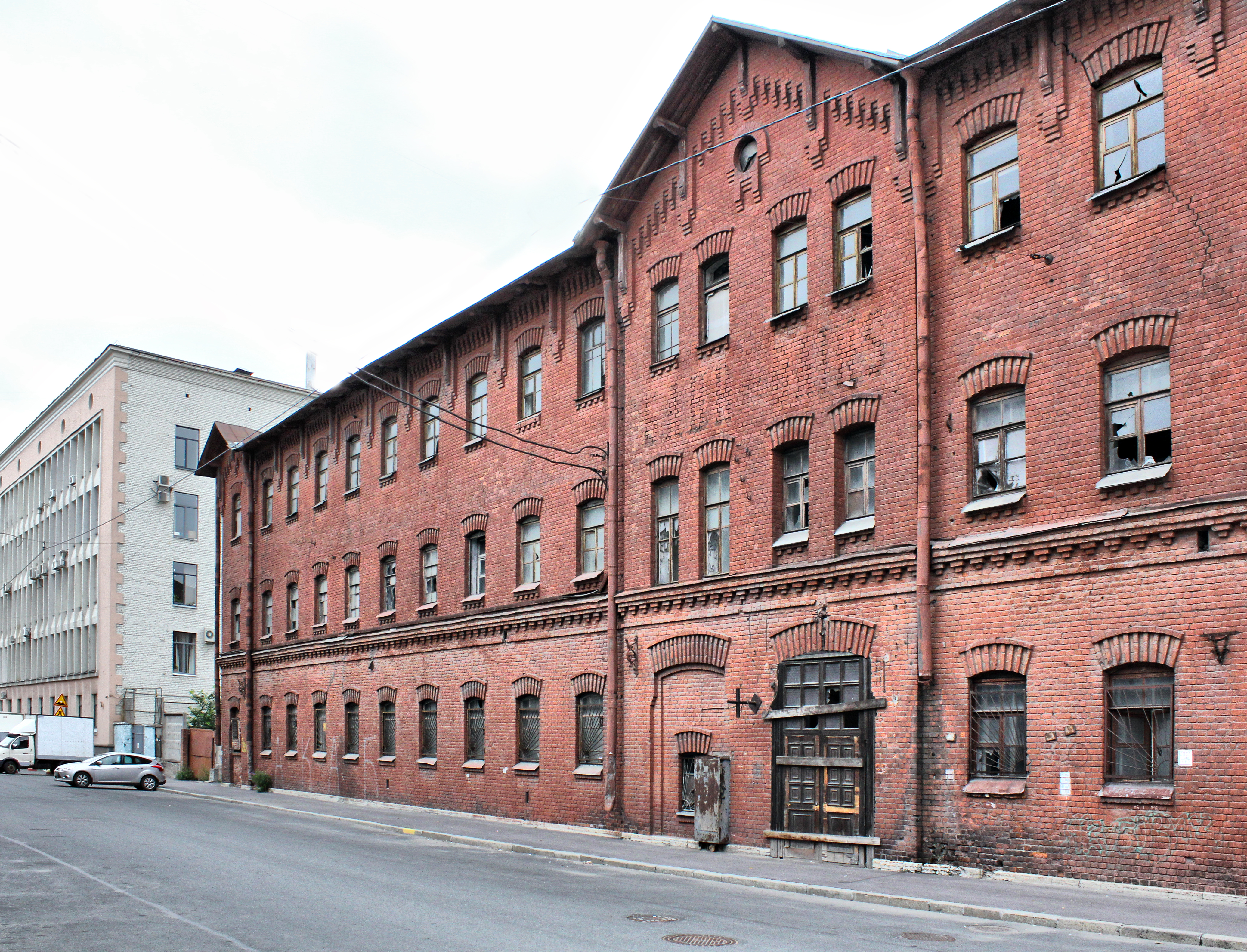
Бани братьев Егоровых.
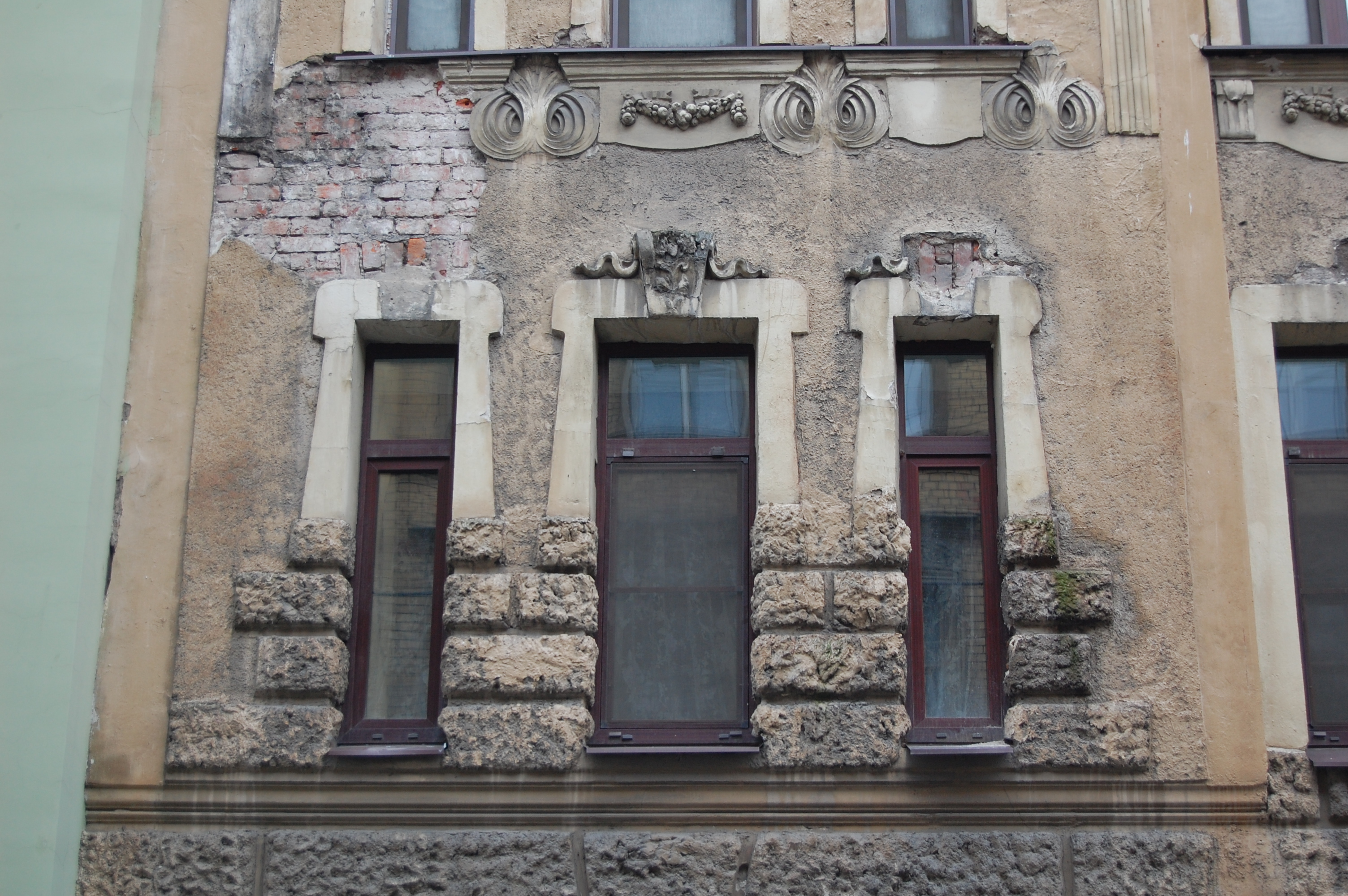
Фрагмент фасада доходного дома Ошевневой.
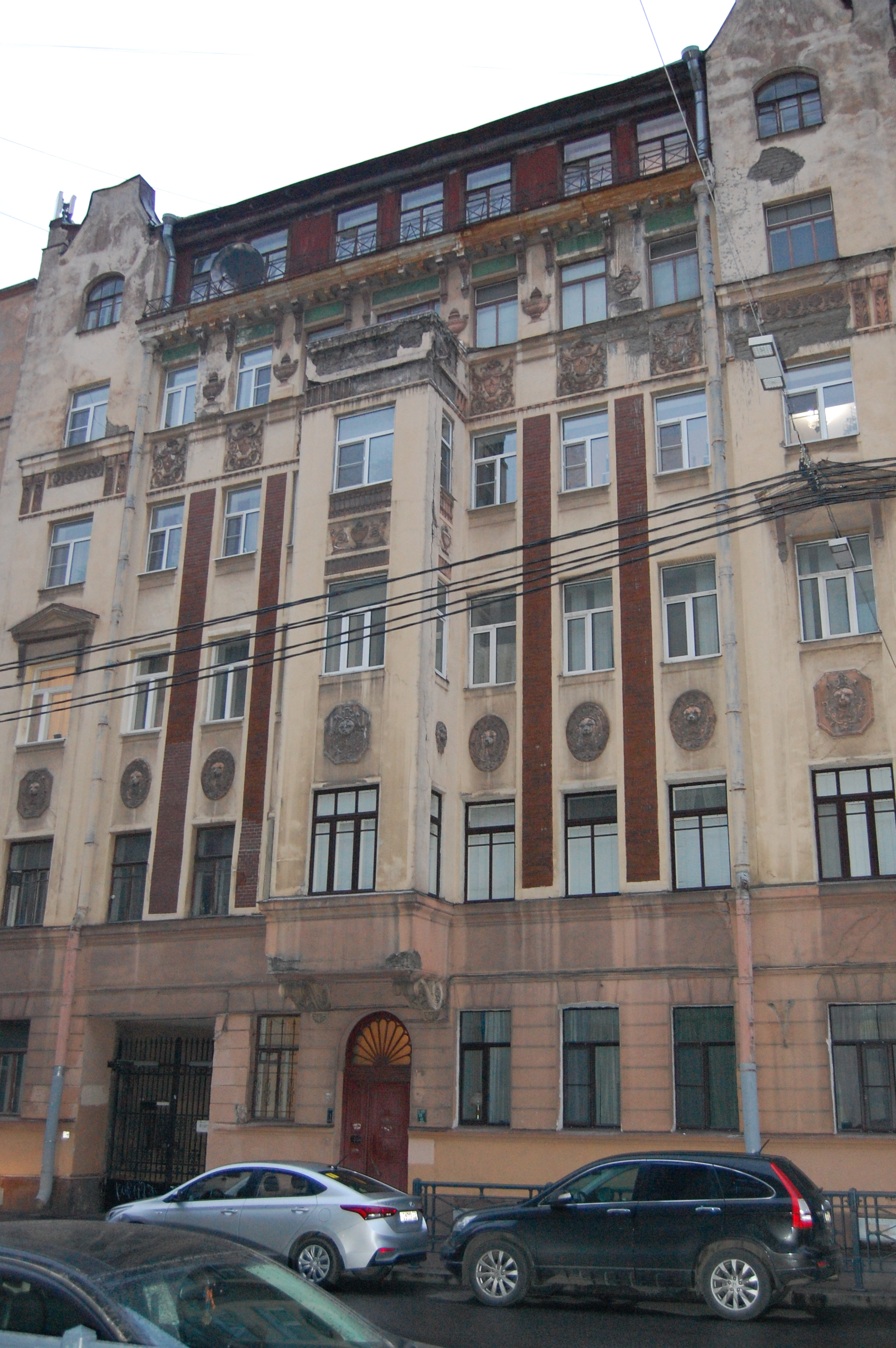
Доходный дом Малютина.

## Адреса в Петрограде — Ленинграде
ул. Лахтинская, 25б.